# László Attila (politikus)
László Attila (Kolozsvár, 1964. szeptember 20. –) erdélyi magyar politikus. 2008-2012 között Kolozsvár alpolgármestere volt. 2012-től 2024-ig az RMDSZ Kolozs megyei szenátora.

## Életrajz
Szülővárosában a Báthory István Elméleti Líceumban érettségizett, 1983-ban, majd a forradalom után, 1990-ben vehette át orvosi diplomáját a kolozsvári Orvosi és Gyógyszerészeti Egyetemen.
Gyermekorvosként tevékenykedett, majd cégvezetőként kamatoztatta a menedzserképzés keretén belül megszerzett ismereteit. 
2004 és 2008 között kolozsvári önkormányzati tanácsosként, 2005 és 2011 között az RMDSZ Kolozs megyei szervezetének elnökeként politikai szerepet vállalt. 2008-tól 2012-ig Kolozsvár alpolgármestere, 2012-től 2024-ig szenátor volt.